# Hållbar turism
Hållbar turism syftar på turism som integrerar idéer kopplade till hållbar utveckling, för att minska branschens negativa påverkan på klimatet. Enligt Tillväxtverket definieras hållbar turism som "en hållbar besöksnäring tar ansvar för turismens nuvarande och framtida ekonomiska, sociala och miljömässiga påverkan genom att utgå från besökarens, företagens, miljöns och lokalsamhällets behov". Att turistverksamheten blir hållbar kan anses viktigt, då den kan ha stor negativ påverkan på miljön, samtidigt som turism stod för mer än 10% av global GDP 2019. UNWTO identifierar tre huvudsakliga delar av hållbar turism: miljömässig, social och ekonomisk hållbarhet.

## Aspekter

### Transport

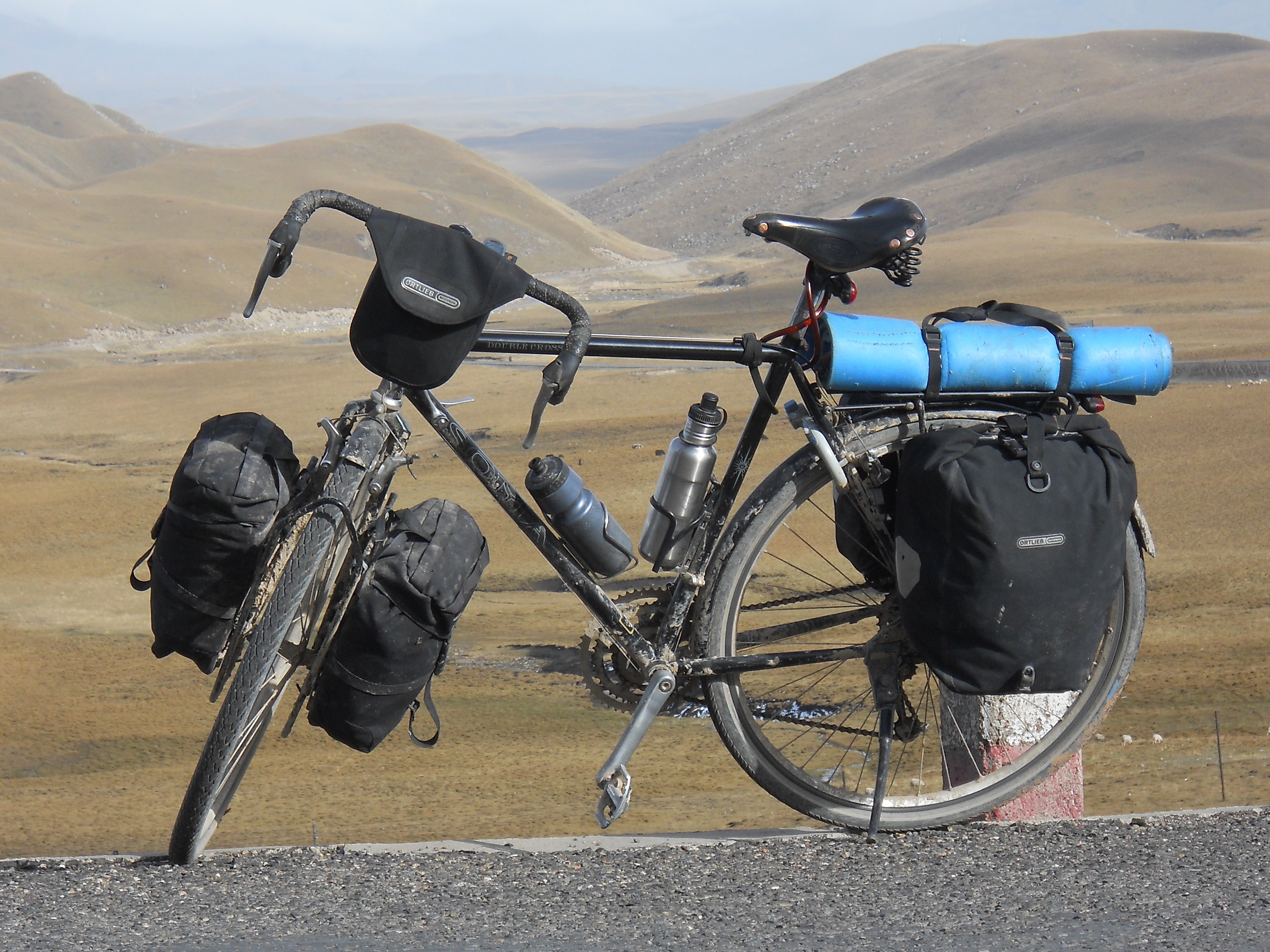
Cykel och bagage på Tibetanska högplatån, 2010

Besöksnäring bygger till stor del på olika former av transport, både för att ta turister till och mellan besöksmål. Många former av transport är beroende av fossila bränslen och mer än 70% av de globala koldioxidutsläppen kopplade till turism, orsakas av transport. Att övergå till mer hållbara former av transport kan därför anses som nödvändigt för att uppnå hållbar turism. Enligt UNWTO kommer turistsektorn behöva ha ett nära samarbete med transportsektorn, för att kunna åstadkomma en minskning i koldioxidutsläpp. Samtidigt behöver besöksnäringen transformeras och kan inte enbart stödja sig på forskning kopplade till transportmedel, eftersom den fortsatta ökningen av turism kommer leda till en ökning av utsläppen.

### Ekosystem
Hållbar turism innebär ett arbete mot att nyttja lokala ekosystem på ett hållbart sätt. UNWTO menar att processen mot att övergå till hållbar turism bör innefatta att nyttja naturresurser som är nödvändiga för turism optimalt, uppehålla essentiella ekologiska förlopp, samt bevara naturarv och biologisk mångfald. Att främja denna ekologiska hållbarhet kan inkludera att minska nedskräpning, minska energianvändning och ta särskild hänsyn till känsliga naturområden, i samband med turism.